# Comic Life
Comic Life är ett sharewareprogram som utvecklats av plasq för Macintoshdatorer. Just nu[när?] följer Comic Life med installationen av Mac OS till de datorer som körs på Intelprocessorer.
Programmet är gjort för att man med hjälp av ett enkelt gränssnitt ska kunna ta foton från Iphoto eller direkt från hårddisken och göra serietidningsstrippar av dem. Det finns flera olika mallar på olika upplägg av serierutor att välja på, eller också kan man skapa sina egna upplägg. Det finns även flera olika prat/tankebubblor att välja på där man kan fylla i valfri text.
En Windows-version är också tillgänglig.